# 해남 명량대첩비
해남 명량대첩비(海南 鳴梁大捷碑)는 대한민국 전라남도 해남군 문내면에 있는 충무공 이순신 장군이 정유재란 때인 1597년 10월 25일(음력 9월 16일) 울돌목에서 거둔 명량 대첩을 기록한 비이다.

## 지정 사유
임진왜란(1592년 ∼ 1598년) 당시 명량대첩(1597)을 승리로 이끈 이순신의 공을 기념하기 위하여 세운 비이다. 일제강점기때 경복궁에 옮겨졌던 것을 1947년에 해남의 해안지역(문내면 학동리 1186-7번지)으로 옮겨 세웠다가 2011년 3월 원 설립지인 현재의 위치로 이전하게 되었다.
이 석비는 직사각형의 비 받침 위에 비 몸돌을 꽂고, 그 위로 구름과 용을 장식한 머릿돌을 얹은 형태이다. 비문에는 선조 30년(1597) 이순신장군이 진도 벽파정에 진을 설치하고 우수영과 진도 사이 좁은 바다의 빠른 물살을 이용하여 왜적의 대규모 함대를 무찌른 상황을 자세히 기록하였는데, 철천량해전 이후 수습한 10여척의 배로 왜적함대 500척을 격파하였다고 기록되어 있으며, 아울러 명량대첩이 갖는 의미 및 장군의 충의에 대해서도 기록되어 있다. 
비문은 1686년에 쓰여졌으나 비가 세워진 것은 2년 뒤인 1688년으로, 전라우도수군절도사 박신주가 건립하였다.

## 개요
비석이 세워진 해남은 조선 수군의 전라우도(全羅右道) 방면 수군 군영이 있었던 곳이자, 정유재란(1597년) 당시 삼도수군통제사 이순신이 일본 함대와 울돌목(명량)에서 교전하기 전에 진을 쳤던 곳이다. 앞서 이순신이 모함으로 경질되어 한양으로 압송, 투옥된 뒤 새로운 삼도수군통제사가 된 원균이 이끈 조선 수군은 칠천량에서 궤멸에 가까운 참패를 당했다. 백의종군하던 이순신은 다시 삼도수군통제사로 발탁되어, 얼마 남지 않은 전함과 흩어진 수군 지휘관, 선병(船兵)을 수습하며 조선 수군 재건에 힘쓰는 한편, 육군 합류를 권유하는 선조에게 "신에게는 아직 싸울 수 있는 전함이 열두 척이나 있습니다"라며 수군 폐지를 무산시키고, 9월 16일에 진도 앞바다의 울돌목에서 300여 척의 일본 함대에 응전, 격전 끝에 일본 함대를 격퇴시켰다. 이후 이순신은 전쟁을 그만두고 일본으로 철수하는 왜군을 뒤쫓아 싸우다 노량 앞바다에서 전사하였다.
비문이 지어진 것은 조선 숙종(肅宗) 12년(1686년)으로, 당시 예조판서 이민서(1633～1688)는 비문에서 스스로 어릴 적부터 노량의 전적지를 돌며 이순신의 사람됨을 그려보곤 하였으며, 울돌목이 있는 남쪽 지방의 사람들이 당시 울돌목에서의 승리와 이순신의 행적을 추모하는 비석을 세우고자 비문을 요청하여 그 글을 짓게 되었다고 밝히고 있다. 비석의 높이는 2.67m에 너비 1.14m로 일반적인 조선 시대 석비 양식을 따라 직사각형 받침돌 위에 비신을 얹고 구름과 용을 장식한 옥개석을 얹었다. 비석의 글씨는 해서체로 당시 판돈녕부사(判敦寧府事) 이정영(1616～1686)이 썼는데, 비문 위에 해당하는 비신 맨 윗부분에 홍문관대제학 김만중(金萬重)이 전자로 쓴 통제사충무이공명량대첩비(統制使忠武李公鳴梁大捷碑)라는 전액(篆額)이 있다. 비문이 완성되고 2년 뒤인 동왕 14년(1688년) 3월에 전라우수사 박신주가 비를 건립하였다.
그러나 1942년에 비석은 전라남도 경찰부의 일본인 경찰 아베(阿部)가 뜯어내어 서울로 옮겼고, 비각은 파괴되었다. 1996년에 공개된 1943년 11월 24일자 조선총독부 학무국장 공문(경무국장에게 보내는)에 따르면 명량대첩비는 남원의 황산대첩비, 아산의 이순신신도비, 해인사의 사명대사석장비 등 20개 비석을 이른바 반시국적 고적으로 정의하고, 여수에 있던 좌수영대첩비와 함께 서울로 옮겨 일반인의 관람을 차단하려 했다. 이때 경복궁 근정전 뒤뜰에 파묻어 버렸던 명량대첩비는 해방 뒤인 1945년 수색 끝에 발견되었고 당시 미군정청의 협조로 1947년 해남으로 돌아오게 되었다. 이후 국민들의 모금 운동으로 1950년 비각이 재건되고 지금의 전라남도 해남군 문내면 학동리에 비각이 세워졌다. 비각이 세워진 곳은 해남 우수영 마을에서 500m 남쪽 언덕 위로 과거 우수영 남창대(南蒼垈)로 알려진 곳이었다. 1966년에 사당이 지어졌고 1969년 6월 16일에 보물 제503호로 지정되었다. 1975년에 성역화 사업을 하고 매년 4월 28일(충무공탄신일)에 제향을 드리고 있다.
2011년 3월, 비석은 조선 시대 처음 세워졌던 위치인 동외리 952-2번지로 다시 이전되었다.

## 난중일기와의 비교
이순신 본인이 울돌목 전투에 대해 서술한 《난중일기》(亂中日記)와 비교하면 대체로 일치하고 있으나, 울돌목에서 부순 왜군 적선의 수가 5백 척이라고 하는 등 33척으로 되어 있는 《난중일기》보다 훨씬 부풀려진 내용을 담고 있다. 또한 《난중일기》에 없는 울돌목 전투 당시의 모습을 서술하여, "이 때에 남쪽 백성들이 전란을 피하여 공에게 와서 따르는 자들의 고기잡이 배가 1백여 척이 되었는데, 전투가 시작되기 전에 공이 이 배들을 나누어 바다에 띄어 놓아 마치 전투함인 것처럼 가장하였다."고 적었다.

## 비문 조작 해프닝
《명량대첩비》는 일제에 의해 반시국적 고적으로 지목되어 철거 대상이 되었고, 원래 위치에서 옮겨져 해방 이후에야 서울에서 발견되어 다시 해남으로 옮겨졌다. 부침(浮沈)을 거듭한 《명량대첩비》였기에 원래 자리로 옮겨졌다는 그 비석이 실제 《명량대첩비》인지, 심지어 일본측이 비문을 일부러 날조했을지 모른다고 의심하는 사람들도 적지 않았다. 《명량대첩비》가 위치한 해남의 일부 한학자들 사이에서 그러한 의심이 생겨났는데, 2006년 1월 31일에 해남의 향토사학자이자 한학자인 민부삼(당시 56세, 해남읍 해리)은 《명량대첩비》의 조작 가능성을 제기하며 다음과 같은 근거를 제시했다.
1. 현존하는 《명량대첩비》로 알려진 비석의 비문과 《호남읍지》(1895년 제작)에 나온 비문 내용은 서로 다르다.
2. 《명량대첩비》의 비문은 고(故) 민병석(민부삼의 할아버지)씨의 문집에도 소개되어 있고 《호남읍지》의 내용과도 일치하며, 문집에 수록된 비문과 《호남읍지》상의 비문은 글자수가 1,082자인 반면 현존 비문 글자수는 1,095자로 일본식 한자표기가 새로 들어갔거나 빠진 글자가 30여 자에 달한다고 주장했다(예를 들어 조부의 문집에는 '丁酉年'으로 기록된 표기가 지금의 비문에는 '丁酉年 九月'로 바뀌어 있다).
3. 숙종 때 건립된 것으로 되어 있는 《명량대첩비》가 아직까지 너무 정교한데다, 같은 수성암이면서도 정조(正祖) 때에 건립된 《서산대사비》(西山大師碑)보다 상태가 더 양호하며, 1942년 당시 일본인들이 초등학생을 동원, 명량대첩비를 끌고 갔다는 기록이 있는데도 비문에는 상처 하나 없다.

이와 같은 근거를 들며 민부삼 씨는 현존하는 《명량대첩비》는 조선조 당대에 세워진 것이 아니라 일제강점기 때 일본에 의해 의도적으로 내용이 바뀐 가짜라고 주장했다. 해남 출신으로 국사편찬학자를 지낸 윤병진(당시 84세)도 그 이전부터 현존하는 《명량대첩비》 글씨 가운데 일본식 한자 표기가 확인되고 비문 초본으로 보이는 일본측 자료를 입수했다며 조선조 당대의 것이 아닐 가능성을 제기하였다.
이러한 조작 의혹에 대해 명량대첩사업회장 홍형덕(당시 78세)은 비문을 옮길 때 동원된 3, 400명의 소학교 학생 가운데 자신도 있었음을 증언하며, 비문을 살펴봐도 조작 흔적이 없고 전쟁 중인 당시 상황에서 일본인들이 비문을 바꿀 시간적 여유도 없었을 것이라면서 나라에 큰일이 있을 때마다 땀을 흘리는 등(후술) 진짜가 틀림없다고 조작 가능성을 일축했다. 또한 현존 《명량대첩비》의 진위 여부를 의심하는 한학자의 한 명인 윤병진은 비문을 지은 당사자인 서하 이민서의 후손들에게 서하 유고집을 찾아줄 것을 요구했다는 점은 개인의 소장 기록을 근거로 비문의 조작을 주장하면서 당초 비문의 원본이라 할 《서하집》이나 《이충무공전서》(李忠武公全書)조차 제대로 들춰보지 않았다는 비판이 따른다.
2006년 2월 22일, 대한민국 문화재청은 민부삼 등이 근거 자료로 제시한 《호남읍지》와 민병석 문집 등이 오히려 잘못되었고, 비문의 몇몇 글자가 수정된다고 해서 내용 전체가 바뀌는 일은 있을 수 없다는 점에서 비문 조작을 주장하는 사람들이 말하는 것처럼 글자 몇 자를 바꾸고 지워 왜곡하는 것으로 비문 자체를 조작하려 드는 행위 자체에 사실상 의미가 없으며, 1910년 당시 촬영한 《명량대첩비》의 유리필름(국립중앙박물관 소장)과의 대조를 거쳐 현존하는 《명량대첩비》는 진품임을 의심할 나위가 없다는 성명을 발표하였다.

## 이야기거리
- 《명량대첩비》는 대한민국에 국난이 벌어질 때면 비신이 눈물을 흘려 그것을 예고한다고 알려져, 이미 일제 시대인 《동아일보》 1927년 6월 23일자 기사에도 관련 내용이 보도되기도 했으며, 6.25 전쟁 때와 광주항쟁 때에 《명량대첩비》의 표면은 눈물 흘리듯 흠뻑 젖어 있었다고 한다(이는 사명대사의 비석인 밀양 표충비의 전승과도 유사하다).

## 참고 자료
- 해남 명량대첩비 - 국가유산청 국가유산포털